# Nothobranchius rubripinnis
Nothobranchius rubripinnis — вид лучепёрых рыб семейства нотобранхиевых. Обитает в Танзании.
Небольшая (до 6 см) ярко окрашенная (самцы) рыбка. Половой диморфизм ярко выражен, самки несколько мельче самцов и однотонно окрашены. Населяет относительно небольшие водоёмы, лужи и болота в сезон дождей. Самцы весьма агрессивны по отношению друг к другу.
Икру откладывают в верхний слой субстрата, состоящего в основном из тёмно-серого или чёрного ила всегда с примесью глины. Икра проходит развитие и диапаузу в субстрате в течение сухого сезона. Во время следующего сезона дождей мальки вылупляются, взрослеют и откладывают икру до того, как водоём снова пересыхает. Срок инкубации икры в подсушенном торфе — 2-3 месяца.
Типовой локалитет: TZ 83/5 «Mbezi river» — близ Кибити, 40 километров к югу от Дар-эс-Салама на мосту через реку Мбези, восточная Танзания.
Параметры воды в типовом биотопе: температура 22-29 °C; pH 6.9-8.0; электропроводность 60-620 µS; как правило, мутная.